# NGC 4333
NGC 4333 (другие обозначения — MCG 1-32-34, ZWG 42.65, VCC 637, NPM1G +06.0337, PGC 40217) — галактика в созвездии Дева.
Составляет пару с NGC 4326.
Этот объект входит в число перечисленных в оригинальной редакции «Нового общего каталога».